# Хасман, Ангелика
Ангелика Хасман (нем. Angelika Haßmann; род. 28 февраля 1961 года, Мюнхен, ФРГ) — немецкая конькобежка, 3-кратная чемпионка и 3-кратная серебряный призёр чемпионата Германии, 5-кратная рекордсменка Германии. Выступала за клуб "ERSC" (Оттобрунн).

## Биография
Ангелика Хасман родилась в Мюнхене и в возрасте 14 лет вместе со своей сестрой Мануэлой стала членом клуба "ERSC" Оттобрунн, который был основан всего за три года до её членства. После хороших результатов на чемпионатах Баварии 1976 и 1977 годов юная бегунья выиграла титул чемпионки Германии среди юниоров категории "С" в 1977 году. В 1978 году она заняла 2-е место на молодёжном и 3-е место на юниорском чемпионате Германии, а в 1979 и 1980 годах - на юниорских чемпионатах соответственно была 3-й и 2-й. В 1981 году Хасман стала первой среди юниоров категории "А" и установила новый рекорд Германии среди юниоров на дистанции 5000 метров.
В 1981 году 19-летняя спортсменка заняла 4-е место на взрослом чемпионате Германии в многоборье, а в 1983 году поднялась на 2-е место, попав в состав сборной страны. В том же году, в январе она дебютировала на чемпионате Европы в Херенвене, заняв 24-е место в общем зачёте и на чемпионате мира в классическом многоборье в Хемнице, где заняла 28-е место. Через год уже поднялась на 16-е место на чемпионате Европы в Алма-Ате и финишировала вновь 2-й на чемпионате Германии. В 1985 году Ангелика стала впервые абсолютной чемпионкой Германии и на чемпионате мира в Сараево заняла 13-е место.
На следующий год она во второй раз выиграла чемпионат страны и участвовала в чемпионате Европы в Гейтусе и на чемпионате мира в классическом многоборье, но без особых успехов. В 1987 году Хасман вновь была лучшей на чемпионате страны в абсолютном зачёте, а также впервые стала серебряным призёром в спринтерском многоборье. На чемпионате Европы в Гронингене опять осталась в третьем десятке, заняв 22-е место. Она завершила карьеру спортсменки в том же 1987 году. 

## Личная жизнь
Ангелика Хасман после окончания средней школы с 1976 по 1979 год училась в частной бизнес-школе и училась там на среднем уровне. Затем она три года проработала кассиром в банке, прежде чем в 1982 году устроилась на работу в полицию. Хобби жительницы Мюнхена - теннис, езда на велосипеде, шитьё, рукоделие, кулинария и коллекционирование старинных документов и почтовых марок. После спортивной карьеры вышла замуж за Вольфганга Шарфа и в 1993 году вместе с мужем начали работу по созданию секции конькобежного спорта в Оттобрунне. В настоящее время работает тренером в клубе "ERSC".